# D.P.O. (The X-Files)
«D.P.O.» es el tercer episodio de la tercera temporada de la serie de televisión de ciencia ficción, The X-Files. El episodio se emitió por primera vez en los Estados Unidos el 6 de octubre de 1995 en la cadena Fox, fue escrito por Howard Gordon y dirigido por Kim Manners. El episodio es un episodio independiente, como la mayoría de los episodios de The X-Files, y sigue el patrón normal del «monstruo de la semana» del programa. «D.P.O.» obtuvo una calificación Nielsen de 10,9, fue visto por 15,57 millones de personas en su transmisión inicial y recibió críticas positivas.
El programa se centra en los agentes especiales del FBI Fox Mulder (David Duchovny) y Dana Scully (Gillian Anderson) que trabajan en casos relacionados con lo paranormal, llamados expedientes X. En este episodio, Mulder y Scully investigan una serie de muertes relacionadas con rayos en Oklahoma, que finalmente están conectadas con la única persona que sobrevivió a estos, un joven cargado de emociones fuertes.
El concepto original del episodio era una línea en una tarjeta que decía «Lightning Boy» que había sido clavada en un tablero en la oficina del creador de la series Chris Carter desde la primera temporada. El episodio contenía varias escenas de elaborados efectos especiales de rayos. En particular, una «máquina de rayos» utilizada para la secuencia en la que Darin es alcanzado por un rayo fue creada por el supervisor de efectos especiales David Gauthier y enterrada bajo tierra.

## Argumento
En una sala de videojuegos en Connerville, Oklahoma, dos jóvenes, Jack Hammond y Darin Peter Oswald, discuten sobre un juego de Virtua Fighter 2. Hammond empuja a Oswald al suelo, después de lo cual la energía en la sala de juegos se apaga misteriosamente, excepto en una rocola, que toca «Ring the Bells» de James. Esto hace que Hammond se vaya, pero cuando sale para encender su auto, encuentra la misma canción sonando en la radio. Luego es electrocutado fatalmente. Oswald, que es testigo de la muerte de Hammond, regresa al juego.
Hammond es el último de cinco hombres locales que murieron debido a causas relacionadas con los rayos, lo que provoca que Fox Mulder (David Duchovny) y Dana Scully (Gillian Anderson) investiguen. Scully habla con Bart «Zero» Liquori, el propietario de la sala de juegos y amigo de Oswald, que estuvo presente la noche en que Hammond murió. Mulder encuentra las puntuaciones altas de Oswald en la pantalla del juego, y se da cuenta de que estuvo jugando esa noche; Oswald fue la primera de las víctimas y el único que sobrevivió. En otra parte, Oswald está trabajando en un taller de reparación de automóviles cuando la esposa de su jefe, Sharon Kiveat, entra. Luego intenta hablar con ella, pero ella lo rechaza nerviosamente; se revela que él la había confrontado el día anterior y ella lo rechazó. Cuando los agentes llegan e interrogan a Oswald, él afirma no haber presenciado nada. Sin embargo, el teléfono celular de Mulder se sobrecalienta misteriosamente en presencia de Oswald, a lo que no se sorprende.
Alarmado por la presencia del FBI, Zero visita a Oswald en su casa esa noche; Oswald borracho y ruidoso descarta las preocupaciones de Zero y convoca un rayo para derribar al ganado cercano. En cambio, el rayo lo golpea, pero parece ileso. Al día siguiente, los agentes visitan la escena y encuentran una huella de zapato derretida en el suelo, que la vinculan con Oswald. Mientras tanto, Oswald usa sus habilidades para manipular los semáforos locales, provocando un accidente automovilístico. Los agentes visitan la casa de Oswald y encuentran una foto recortada de Kiveat, la ex maestra de secundaria de Oswald, dentro de una revista pornográfica.
En la escena del accidente automovilístico, el jefe de Oswald sufre un ataque cardíaco extrañamente coordinado; Oswald luego lo salva usando sus poderes eléctricos como un desfibrilador improvisado, para sorpresa de los paramédicos. Los agentes interrogan a Sharon en el hospital, quien afirma que le contó sobre sus poderes. Los agentes también revisan los registros médicos de Oswald, que muestran que presentaba hipopotasemia aguda: desequilibrio electrolítico en la sangre. Oswald es llevado para ser interrogado por los agentes, pero él proclama su inocencia y finalmente es liberado por el sheriff local. Más tarde, Oswald, creyendo que Zero lo delató a los agentes, usa sus poderes para matarlo con un rayo.
Después de enterarse de la liberación de Oswald, los agentes se apresuran al hospital para proteger a los Kiveat, pero la luz se corta cuando llegan y el cadáver de Zero aparece en el ascensor cuando la puerta se abre. Oswald se enfrenta a Scully y Sharon, y esta última accede con miedo a irse con él a cambio de la seguridad de su marido. El sheriff llega y trata de detenerlo. Mientras persigue a Sharon que huye, Oswald invoca un rayo pero termina golpeándose a sí mismo una vez más y, en el proceso, mata al sheriff. Oswald es internado en un hospital psiquiátrico, aunque el fiscal de distrito local no tiene idea de cómo podrán procesarlo. Mientras los agentes observan a Oswald, este usa sus poderes para cambiar los canales de la televisión en su habitación mientras se escucha la canción «Live Fast, Diarrhea» de The Vandals.

## Producción

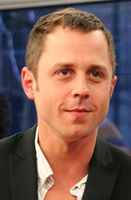
Giovanni Ribisi tuvo que hacer dos audiciones antes de ser elegido como el personaje titular Darin Peter Oswald.

La génesis de este episodio se remonta a una tarjeta de notas que decía «Lightning Boy» que el creador de la serie Chris Carter había pegado a un tablero en su oficina desde la primera temporada. La idea de Carter no se había desarrollado mucho más allá de esa idea de dos palabras hasta que los guionistas del programa decidieron abordar el poder del chico «como una metáfora de la adolescencia privada de derechos». El escritor Howard Gordon describió el concepto del episodio como «Beavis y Butt-head electrificados». «D.P.O.» surgió tras una serie de episodios de mitología, que Gordon cree que causaron que este episodio sufriera, conceptualmente. El entonces editor de la historia, Frank Spotnitz, afirma que los escritores inicialmente pensaron en hacer referencia a los desarrollos de estos episodios de mitología en «D.P.O.», pero este plan fue rechazado debido al deseo de Carter de mantener separados los episodios de la mitología y el monstruo de la semana.
Giovanni Ribisi audicionó para el papel de Darin dos veces: durante su primera prueba, Carter no estaba satisfecho con su actuación, pero después de que el director de casting Rick Millikan defendiera su causa y le asegurara otra audición, Carter reconsideró su opinión inicial. Más tarde, Spotnitz describió la actuación de Ribisi como «muy, muy buena». El sheriff, Teller, recibió su nombre de Teller del dúo de ilusión y comedia Penn & Teller. La pareja había querido aparecer en un episodio del programa, pero cuando los horarios en conflicto impidieron que esto sucediera, se agregó esta referencia. El «Observatorio Astadourian Lightning» es ficticio y recibió su nombre de la asistente ejecutiva de Carter, Mary Astadourian. Darin Oswald fue nombrado en honor al escritor de X-Files, Darin Morgan.
El supervisor de efectos especiales David Gauthier creó una «máquina de rayos» única para el episodio; el dispositivo, oculto en el suelo, utilizaba espejos y generadores especiales para crear el efecto de un rayo. El dispositivo era muy potente, producía 2,9 millones de candelas de intensidad luminosa y producía suficiente energía para «chamuscar la hierba». Para mantener a Ribisi fuera de peligro, se paró en una plataforma elevada, que estaba oculta por ángulos especiales de cámara. El efecto final fue «aumentado por chispas y humo».
Según el director de arte Graeme Murray, la escena en la que Darin manipula los semáforos requirió la construcción de farolas especiales y una valla publicitaria, que luego podría ser manipulada por el equipo. Este resultó ser «el mayor evento de construcción» para el equipo de arte. La granja utilizada para la casa de Darin, situada en Albion, Columbia Británica, había sido utilizada durante la producción de las películas Jennifer Eight (1992) y Jumanji (1995). Los productores tuvieron dificultades para obtener permiso para usar una vaca muerta en el episodio, debido a preocupaciones sobre los grupos de derechos de los animales. El equipo de arte intentó crear una vaca muerta falsa, pero no parecía real. En consecuencia, los productores se acercaron a un matadero y pudieron usar un cadáver real.
Durante el rodaje de este episodio, el mejor amigo del director Kim Manners falleció. Debido a la naturaleza horrible de este giro de los acontecimientos, el equipo de producción estaba dispuesto a reemplazarlo por otro director, pero él insistió en completar el episodio.

## Recepción
«D.P.O.» fue transmitido por primera vez en los Estados Unidos el 6 de octubre de 1995, en la cadena Fox. El episodio obtuvo una calificación Nielsen de 10,9, con una participación de 20, lo que significa que aproximadamente el 10,9 por ciento de todos los hogares equipados con televisión, y el 20 por ciento de los hogares que ven televisión, sintonizaron el episodio. El episodio fue visto por 15,57 millones de espectadores.
Entertainment Weekly le dio a «D.P.O.» una B+, teniendo en cuenta que a pesar de la falta de acción, logró «mantenerte pegado» a la pantalla y «bromas sociópatas verdaderamente hilarantes». Emily VanDerWerff de The A.V. Club dio la misma calificación, elogiando las actuaciones de Ribisi y Black y las «secuencias que recorren con confianza la delicada línea entre el horror y la comedia general», y lo marcó como el punto en el que «la dirección del programa, siempre buena, dio el salto de ser consistentemente interesante para mirar a consistentemente cinematográfico». Jane Goldman, en The X-Files Book of the Unexplained, sintió como si la combinación del «diálogo agudamente observado» de Howard Gordon y la «actuación convincente» de Ribisi convirtieran a Darin Oswald en «uno de los personajes más memorables de la tercera temporada». Escribiendo para Den of Geek, Nina Sordi colocó a «D.P.O.» solo detrás de «Clyde Bruckman's Final Repose» como el mejor episodio independiente de la tercera temporada, elogiando el «poder silencioso y espeluznante de Ribisi que eventualmente explota en ira homicida» y el «compañero cansado y finalmente condenado» de Jack Black. La trama de «D.P.O.» también fue adaptada como novela para adultos jóvenes en 1996 por Neal Shusterman, bajo el título Voltage y el seudónimo de Easton Royce.

### Novelización
- Voltage en  Internet Speculative Fiction Database (en inglés)

- Datos: Q5203438